# Whelliton Silva
Whelliton Augusto Silva (Santos, 23 de julho de 1972) é um político e ex-futebolista brasileiro que atuava como atacante.
Filiado ao PL, atualmente é vereador no município de Praia Grande.

## Carreira no futebol
Whelliton estreou profissionalmente em 1993, no Santos, quando já tinha 19 anos. Porém, não foi aproveitado e foi para o Goiatuba no mesmo ano.
Regressou ao Alvinegro Praiano em 1994 e, no ano seguinte, atuou em 11 jogos pelo Campeonato Brasileiro, tendo feito 3 gols (2 contra o União São João e um contra o Sport, todos na primeira fase). Fez parte do elenco vice-campeão brasileiro em 1995.
Sem espaço no Santos, foi para o Vila Nova em 1996, atuando em 8 jogos e fazendo 2 gols.
Defendeu também Anápolis, Santo André e Corinthians Alagoano até 1999, quando foi contratado pelo Boavista, de Portugal.
Em sua primeira temporada com a camisa dos Axadrezados, Whelliton jogou 28 partidas - 22 no Campeonato Português, 2 pela Taça de Portugal e 4 pela Liga dos Campeões da UEFA (uma pela fase de classificação e 3 na fase de grupos) - e fez 11 gols. O auge veio na temporada seguinte, quando o Boavista, comandado por Jaime Pacheco, surpreendeu ao conquistar seu primeiro (e único) título na primeira divisão portuguesa, e o primeiro de um clube que não fosse Benfica, Porto ou Sporting desde 1945–46, quando o Belenenses foi campeão. Somando todas as competições, Whelliton disputou 38 jogos e balançou as redes 10 vezes.
Ainda defendeu Córdoba e Beira-Mar até 2004, quando assinou com o Flamengo, onde jogou 19 vezes e marcou 3 gols.
Entre 2005 e 2006, jogou na Portuguesa e no CRB, seu último clube como profissional.

## Carreira política
Sua carreira política iniciou-se quando virou presidente do diretório do PT em Praia Grande, chegando a ser acusado de ter sido beneficiado por uma assessoria fantasma no gabinete do deputado federal Nilto Tatto.
Em 2020, Whelliton filiou-se ao PL para concorrer a uma vaga na Câmara Municipal de Praia Grande. O ex-atacante ficou em 16º lugar na eleição para vereador, recebendo 1.540 votos.

## Títulos
Boavista
- Primeira Liga: 2000–01